# Jambagi, Athni
Jambagi là một làng thuộc tehsil Athni, huyện Belgaum, bang Karnataka, Ấn Độ.